# Joachim Bocher
Pour les articles homonymes, voir Bocher.
Joachim Bocher est un architecte français du XVIIIe siècle qui découvrit en 1765 le temple d'Apollon Epicourios à Bassae en Arcadie.

## Biographie
Joachim Bocher travaillait sur Zante, une île grecque, dans les années 1760 où il construisait des villas,.
À l'automne 1765, il fit une excursion en Arcadie. Il découvrit en novembre de cette année-là un temple. Ses connaissances sur l'Antiquité grecque lui permirent de l'identifier comme le temple d'Apollon Epicourios,,. Il en fit des dessins, acquis par le Victoria and Albert Museum en 1914. Ces dessins, datés et signés, permettent de certifier sa découverte.
Cependant, lorsqu'il voulut y retourner quelques années plus tard, il fut assassiné par des bandits,.

### Sources
- (en) Barbara A Barletta, « Greek Architecture », American Journal of Archaeology, vol. 115, no 2,‎ octobre 2011.
- (en) William Bell Dinsmoor, « The Temple of Apollo at Bassae », Metropolitan Museum Studies, vol. 4, no 2,‎ mars 1933.
- (en) Paul MacKendrick, The Greek Stones Speak : The Story of Archaeology in Greek Lands, New York, Norton, 1962 (ISBN 0-393-00932-7).